# Рено, Жинетт
Жинетт Рено (фр. Ginette Reno, оригинальное написание Raynault) — франкоканадская эстрадная певица и актриса второй половины XX — начала XXI века, одна из наиболее популярных исполнительниц в жанре квебекского шансона, записавшая за карьеру более 200 песен и более 60 альбомов. Лауреат международных фестивалей MIDEM (Франция, 1968) и Yamaha (Япония, 1972), многократный лауреат премий «Джуно» (в том числе трижды как лучшая исполнительница года) и «Феликс» (в том числе дважды как исполнительница года), номинант на премию «Джини», лауреат Премии генерал-губернатора в области исполнительских искусств (1999), обладательница звезды на Аллее славы Канады (2000). Офицер ордена Канады (1982), награждена орденами Почётного легиона и Искусств и литературы (Франция) и Национальным орденом Квебека.

## Биография
Родилась в 1946 году в Монреале в семье мясника. С детства пела перед лавкой отца на рынке Сен-Лоран в Монреале, зазывая покупателей. Позже продавала газеты, зарабатывая на уроки пения, и в 14 лет начала участвовать в любительских певческих конкурсах. Одно из таких состязаний, Les Découvertes de Jean Simon в Монреале, девочка выиграла и привлекла внимание его организатора, импресарио Жана Симона. По настоянию Симона Жинетт упростила написание своей фамилии, превратив её из «Raynault» в «Reno».
В 1960—1964 годах выступала в ночных клубах, а также на радио и телевизионных станциях по всему Квебеку. В 1961 году выпустила на лейбле Apex свой первый сингл, включавший песни «Non papa» и «J’aime Guy». Эти песни и последовавшая за ними «Roger» принесли Рено популярность, и на следующий год её первый долгоиграющий альбом Ginette Reno разошелся тиражом 40 тысяч экземпляров. После этого Рено начали называть «квебекской Конни Фрэнсис».
Во второй половине 1960-х и начале 1970-х годов Рено, одинаково хорошо певшая на французском и английском языках, успешно выступала не только на главных канадских площадках, таких как Плас-дез-Ар и Всемирная выставка в Монреале, Национальный центр искусств (Оттава), но и за рубежом, в частности, в программах-ревю в парижской «Олимпии» (1967, 1968), лондонском театре «Савой» (1970—1971) и на Би-би-си (1969). Она завоевала специальный приз на международном фестивале MIDEM в Каннах в 1968 году и удостоилась золотой и серебряной медалей на международном фестивале популярной музыки Yamaha в Японии в 1972 году, где представляла Великобританию с песней Леса Рида «I Can’t Let You Walk Out of My Life». В 1969 году заключила контракт со звукозаписывающей фирмой Decca.
За первую половину 1970-х годов трижды (в 1970, 1972 и 1973 годах) завоевывала главную канадскую музыкальную премию «Джуно» как исполнительница года. В 1977 году основала собственную фирму звукозаписи Melon-Miel и два года спустя выпустила свой самый популярный лонгплей Je ne suis qu’une chanson. Этот альбом, суммарный тираж которого составил 387 тысяч копий, стал одним из самых продаваемых в Квебеке за всю историю. Вышедший в 2000 году на этом же лейбле рождественский альбом Un grand noël d’amour на следующий год получил премию «Джуно» как самый продаваемый франкоязычный альбом года.
С учреждением квебекской музыкальной премии «Феликс» Рено стала одним из ее постоянных лауреатов. Уже в 1980 году она завоевала эту премию за лучший поп-альбом и самый продаваемый альбом года, а также как исполнительница года. Во всех этих номинациях она побеждала и в дальнейшем, в 2009 году получив приз не только как исполнительница года и автор лучшего поп-альбома, но и за лучший сингл («Fais-moi la tendresse»). В 1995 году она также удостоилась «Феликса» за достижения творческой карьеры. В 1982 году певица стала самой молодой деятельницей искусства в истории, произведенной в офицеры ордена Канады. В 1987 году на гала-концерте MetroStar Рено получила премии как лучшая певица и самый популярный исполнитель года.
В 1974—1976 году певица проживала в Лос-Анджелесе, где брала уроки сценического искусства в студии Ли Страсберга. Ее дебют как драматической актрисы состоялся в 1991 году в фильме Жана-Клода Лозона «Леоло»; за эту роль она удостоилась высоких оценок от критиков. В 1994 году Рено снялась в минисериале «Малышки на миллион долларов» (англ. Million Dollar Babies) — драматизированной истории пятерняшек Дион. В 1997 году сыграла главную роль во франкоязычном сериале «Золотой голос». В следующие два года исполнила заглавные роли в кинокомедиях Дениз Фильятро «Твоя очередь, Лаура Кадье» и «Лаура Кадье… продолжение» и была дважды номинирована за них на премии «Джини» и «Жютра». Еще по одной номинации на эти премии Рено получила в 2003 году за «Мамбо Итальяно» («Жютра») и в 2006 году за «Семейный секрет» («Джини»).
За карьеру Жинетт Рено записала более 200 песен и выпустила свыше 60 альбомов, включая коллекцию-ретроспективу на 8 компакт-дисках, вышедшую в 2004 году. Ее часто называли «золотым голосом Квебека», а к началу 2000-х годов она оказывала значительное влияние на творчество других звезд квебекской эстрады, включая Селин Дион.

## Награды и звания
- Специальный приз, фестиваль MIDEM (1968)[1]
- Премия «Джуно» в номинации «Лучшая певица» (1970)[1]
- Золотая и серебряная медали, фестиваль Yamaha (1972)[1]
- Премия «Джуно» в номинации «Выдающееся исполнение — женщины» (1972, 1973)[1]
- Премия «Феликс» в номинации «Исполнительница года» (1980, 2009)[1]
- Премия «Феликс» в номинации «Песня года» (1980 — «Je ne suis qu’une chanson», 2009 — «Fais-moi la tendresse»)[1]
- Премия «Феликс» в номинации «Поп-альбом года» (1980 — Je ne suis qu’une chanson, 1989 — Ne m’en veux pas, 1992 — L’essentiel, 1996 — La chanteuse, 2009 — Fais-moi la tendresse, 2011 — La musique en moi)[1]
- Офицер ордена Канады (1982)[3]
- Премия MetroStar — Гран-при и премия в номинации «Певец года» (1987, 1988)[1]
- Премия генерал-губернатора в области исполнительских искусств (1999)[4]
- Звезда на Аллее славы Канады (2000)[2]
- Премия «Джуно» в номинации «Франкоязычный альбом — бестселлер» (2001 — Un grand noël d’amour)[1]
- Медаль Золотого юбилея королевы Елизаветы II (2002)[1]
- Рыцарь Национального ордена Квебека (2004)[5]
- Почтовая марка Канады в серии Canadian Recording Artists (2011)[1][6]
- Медаль Бриллиантового юбилея королевы Елизаветы II (2012)[1]
- Кавалер ордена Искусств и литературы (2013)[7]
- Премия «Феликс» в номинации «Альбом года в жанре взрослой современной музыки» (2019 — À jamais)[1]
- Кавалер ордена Почётного легиона (2022)[1]
- Премия «Феликс» в номинации «Альбом года» (2023 — C’est tout moi)[1]